# Sexe casual

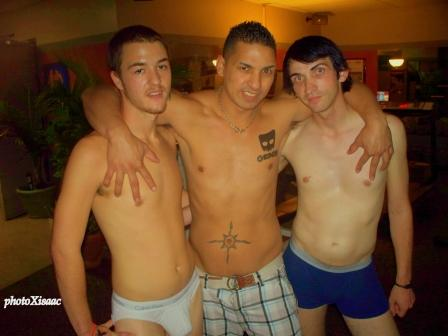
Festa organitzada per l'app Grindr, aplicació que promou el sexe casual.

El sexe casual, sexe ocasional o sexe esporàdic és tot acte sexual practicat amb freqüència irregular, sense compromís i desemmarcat de l'amor romàntic.
Aquest terme paraigua engloba pràctiques com el cruising, el sexe d'una nit, el sexe anònim, l'activitat en cambres fosques i en saunes gais. Alguns també en consideren la prostitució. Malgrat que l'intercanvi de parelles és percebut com a sexe casual, els que en prenen part sovint fan palesa responsabilitat afectiva i formen lligams que van més enllà del pla sexual amb els coparticipants. Se sol diferenciar de la promiscuïtat: la mena de sexe que es porta a terme no n'implica l'excés.
Aquest tipus de trobada presenta un gran desavantatge: fa augmentar el risc de contraure infeccions de transmissió sexual. És per això que es recomana de tenir especial cura a l'hora de practicar aquest tipus de trobades reforçant la seguretat sexual mitjançant tècniques com l'ús d'un preservatiu o d'un dic dental. Hom també prescriu revisions mèdiques periòdiques, comunicació efectiva amb el company sexual i la vaccinació adient contra les malalties de transmissió sexual vaccinables, com ara el virus del papil·loma, l'hepatitis A i l'hepatitis B.
Per a efectuar sexe ocasional hom contacta interessats per mitjà d'aplicacions mòbils. Les més populars són Tinder, que se centra en l'aparellament, i Grindr, d'hòmens que tenen sexe amb hòmens i que va inspirar l'abans esmentada.

## Diferències per gènere
El sexe casual pot ser exercit per persones de qualsevol gènere, edat i orientació sexual, tot i que històricament ha estat vinculat als hòmens i mal vist en les dones.
Segons la divulgadora LalalaLetMeExplain, les dones que tenen sexe amb hòmens tendeixen a ser més reticents al sexe casual perquè agreuja els problemes del sexe compromès que els concerneixen. Per exemple, les dones experimenten l'orgasme rarament en comparació amb els hòmens, cosa que un estudi publicat per Springer Nature el 2018 atribueix en gran part al coitocentrisme i el fal·locentrisme, en poques paraules, el focus en el plaer masculí i la deixadesa entorn del femení.
La parella d'autors d'Allan Pease i Barbara Pease va determinar en l'assaig Per què els homes volen sexe i les dones necessiten amor: La veritat simple i plana (2009) van establir una diferència pel que fa als desigs de cada gènere: per als hòmens no és imperativa una implicació emocional, mentre que per a les dones sí.
Una enquesta conduïda el 2022 per la Universitat Jaume I va corroborar aquestes dissimilituds, en tant que la immensa majoria de persones insatisfetes amb aquesta modalitat de sexe eren dones. Estima que «pot anar lligat a la socialització diferencial i als rols de gènere, els quals provoquen una externalització del locus de control en les relacions sexuals i, per tant, una reducció del benestar i la satisfacció». Amb tot, convé que en tots dos gèneres no contrasta la necessitat de vinculació, sinó en els requisits per a mantenir relacions sexuals i en l'experiència emocional posterior.